# Kumanivți, Hmilnîk
Kumanivți (în ucraineană Куманівці) este o comună în raionul Hmilnîk, regiunea Vinnița, Ucraina, formată numai din satul de reședință.

## Demografie
Componența lingvistică a satului Kumanivți
     Ucraineană (99,73%)
     Alte limbi (0,27%)
Conform recensământului din 2001, majoritatea populației satului Kumanivți era vorbitoare de ucraineană (99,73%), existând în minoritate și vorbitori de alte limbi.